# 藤原宗隆
藤原 宗隆（ふじわら の むねたか）は、平安時代後期から鎌倉時代初期にかけての公卿。権中納言・藤原長方の長男。官位は正三位・権中納言。

## 経歴
嘉応2年（1170年）従五位下に叙爵。承安4年（1174年）甲斐守に任ぜられる。秩満すると、治承2年（1178年）備後守に任ぜられ、治承3年（1179年）治承三年の政変にて甲斐守・藤原為明が解官されると、甲斐守に再任した。治承5年（1181年）父の譲りで従五位上に叙される。
寿永2年（1183年）淡路守に任ぜられる。寿永3年（1184年）正五位下・勘解由次官に叙任され、五位蔵人に補任。文治5年（1189年）右少弁を務め、左衛門権佐を兼ねる。検非違使別当を経て、文治6年（1190年）左少弁に転じた。建久5年（1194年）従四位下・権右中弁。
建久6年（1195年）従四位上に叙されるが、不仕により除籍される。その後、右中弁、左中弁に転任し、装束使・氏院別当・修理左宮城使を歴任した。
建久9年（1198年）正四位下・蔵人頭に叙任される。同年中に参議に任ぜられて公卿に列し、左大弁に転じる。建久10年（1199年）に入り、勘解由長官・備後権守を兼帯。正治2年（1200年）従三位に叙され、建仁元年（1201年）権中納言に進む。建仁2年（1202年）正三位に至る。
元久2年（1205年）3月頃から病になり、3月27日に出家。翌日40歳で薨去した。死後の嘉禄2年（1226年）の火災で宗隆の和漢文庫が焼亡している。
『千載和歌集』に宗隆の詠んだ和歌が一首ながら入集している。

## 官歴
※以下、『公卿補任』の記載に従う。
- 嘉応2年（1170年）12月5日：従五位下に叙す（皇后宮嘉応元年未給）。
- 承安4年（1174年）正月24日：甲斐守に任ず。
- 治承2年（1178年）正月28日：備後守に任ず。
- 治承3年（1179年）12月12日：甲斐守に任ず（藤爲明解官替）。
- 治承5年（1181年）3月26日：従五位上に叙す（長方譲）。
- 寿永2年（1183年）8月16日：淡路守に任ず（平清房解官譲）。
- 寿永3年（1184年）正月6日：正五位下に叙す（八条院承安元年未給）。12月15日：五位蔵人に補し、勘解由次官に任ず。
- 文治2年（1186年）8月1日：院昇殿を聴す。
- 文治5年（1189年）7月10日：右少弁に任ず。9月16日：左衛門権佐を兼ぬ（蔵人弁官如元）。9月17日：使宣旨を蒙る。
- 文治6年（1190年）正月24日：左少弁に転ず（今日蔵人佐を辞す）。
- 建久2年（1191年）2月：服解す。5月2日：復任す。
- 建久5年（1194年）9月17日：権右中弁に転じ、従四位下に叙す。
- 建久6年（1195年）
  - 4月7日：従四位上に叙す（稲荷祇園行幸賞）。
  - 5月29日：不仕に依り除籍。
  - 11月12日：右中弁に転ず。
  - 12月9日：左中弁に転ず。
  - 12月16日：装束使と為す。
- 建久7年（1196年）2月1日：修理左宮城使を兼ぬ。12月5日：氏院別当に補す。
- 建久9年（1198年）正月30日：蔵人頭に補す。2月26日：正四位下に叙す（臨時）。12月9日：参議に任じ、左大弁に転ず。
- 建久10年（1199年）3月24日：勘解由長官を兼ぬ。備後権守を兼ぬ。
- 正治2年（1200年）正月5日：従三位に叙す（大弁労）。
- 建仁元年（1201年）8月19日：権中納言に任ず。
- 建仁2年（1202年）11月24日：正三位に叙す。
- 元久2年（1205年）3月27日：出家。3月28日：薨ず。

## 系譜
- 父：藤原長方
- 母：藤原通憲（信西）の娘
- 妻：平業房の娘
  - 次男：姉小路宗房（1189-1230）
  - 三男：藤原長宗
- 生母不明の子女
  - 長男：藤原宣宗
  - 男子：敬仁
  - 男子：賢宗
  - 男子：顕宗